# Notazione di Schläfli
In geometria multidimensionale si dice notazione di Schläfli o simbolo di Schläfli una notazione che si associa a un politopo regolare per presentarne concisamente le proprietà più importanti.
Il termine prende il nome da Ludwig Schläfli, matematico svizzero che diede importanti contributi alla geometria multidimensionale e all'analisi.
Questa notazione si attribuisce anche ad altre configurazioni geometriche con caratteristiche simili a quelle dei politopi.

## Poligoni regolari (2 dimensioni)
La notazione di Schläfli per il poligono regolare con n lati è {n}. Ad esempio al pentagono regolare è attribuita la notazione {5}.
Vedi anche poligono regolare (convesso) e poligono stellato (non convesso). Ad esempio {5/2} è la notazione del pentagramma.

## Poliedri regolari (3 dimensioni)
La notazione di Schläfli di un poliedro regolare ha la forma {p,q} e segnala che le sue facce sono p-agoni e in ogni suo vertice incidono q facce (ossia ogni figura al vertice è un q-agono).
Ad esempio {5,3} individua il dodecaedro regolare, in quanto caratterizzato da facce pentagonali e vertici di valenza 3.
Vedi anche solido platonico e i 4 poliedri di Keplero-Poinsot non convessi.
Notazioni di Schläfli che seguono criteri simili si possono associare anche alle tassellazioni regolari della geometria euclidea e a quelle della geometria iperbolica.
Ad esempio la tassellazione esagonale è caratterizzata da {6,3}.

## Policori regolari (4 dimensioni)
La notazione di Schläfli per un policoro regolare ha la forma {p,q,r}; questo dice che esso presenta facce poligonali regolari caratterizzate da p lati {p}, celle {p,q}, figure poliedrali di vertice {q,r}, e figure di spigolo poligonali regolari {r}.
Più dettagliatamente vedi i 6 4-politopi convessi regolari e i 10 policori non convessi.
Ad esempio la 120-cella è rappresentata dalla notazione {5,3,3}: questo politopo è costituito da   celle {5,3} che sono dodecaedri e presenta 3 celle che incidono in ciascuno degli spigoli.
Esiste anche una tassellazione regolare dello spazio euclideo tridimensionale: la tassellazione cubica, la quale ha come notazione di Schläfli {4,3,4}: infatti presenta celle cubiche e in ogni spigolo incidono 4 cubi.
Esistono anche 4 tassellazioni regolari iperboliche, tra le quali quella caratterizzata da {5,3,4}, la piccola tassellazione iperbolica dodecaedrale, che riempie lo spazio di celle a forma di dodecaedro.